# Hidden Agenda (jogo eletrônico de 2017)
Hidden Agenda é um jogo thriller policial desenvolvido pela inglesa Supermassive Games e publicado pela japonesa Sony, que foi lançado para PlayStation 4, em outubro de 2017.

## Jogabilidade
Hidden Agenda é um jogo de ação-aventura jogado a partir de uma perspectiva de terceira pessoa. O jogador assume o controle do detetive de homicídios Becky Marney e o promotor Felicity Graves, ambos envolvidos no caso de um assassino em série conhecido como The Trapper (O Caçador). O jogo usa quick time event, que determinam o desfecho da história, incluindo a morte ou sobrevivência de um personagem. Com o recurso PlayLink, outros podem participar do jogo votando para uma decisão específica a ser feita, usando o seus telefones Android ou iOS. Em algum ponto algum jogador vai receber um objetivo secreto ou Agenda Oculta (Hidden Agenda), que se destina a criar conflito entre os jogadores.

## Desenvolvimento
Supermassive Games é a desenvolvedora do jogo, e utilizou o motor-gráfico Unreal Engine 4 para desenvolvê-lo.